# Spice SE89C
Der Spice SE89C war ein Gruppe-C-Rennwagen, der 1989 bei Spice Engineering für Sportwagenrennen gebaut wurde.

## Entwicklungsgeschichte und Technik
Mit dem Beginn der Sportwagen-Weltmeisterschaft 1989 trat in dieser Rennserie ein neues technisches Reglement in Kraft. Wesentlicher Inhalt war die Reduzierung des maximalen Motorhubraums auf 3,5-Liter. Spice war bekannt für seine Leichtbauweise und mit dem kompakten Cosworth-DFV-V-Achtzylindermotor waren die Werkswagen nur mehr 750 kg schwer. Das war das Mindestgewicht der C1-Klasse, in der die Fahrzeuge von der Benzinverbrauchsregel ausgenommen waren. Das Chassis entsprach weitgehend dem des Vorgängermodells SE88C und bestand aus Aluminium. Die Karosserie wurde aus mit Kohlenstoff- und Aramidfasern verstärktem Kunstharz hergestellt.
Die Abmessungen und das Gewicht des Fahrzeugs ermöglichten es dem Werks- und den Privatteams, den SE89C sowohl in der C1- als auch in der C2-Klasse einzusetzen. In der IMSA-GTP-Serie, für die ein von der Sportwagen-Weltmeisterschaft abweichendes technisches Reglement galt, wurden Chevrolet- und Buick-Motoren eingesetzt.

## Renngeschichte
Zwischen 1989 und 1993 hatte der SE89C in der Sportwagen-Weltmeisterschaft und der BRDC Sportwagen-Meisterschaft 97 Einsätze. Dazu kamen die Rennen in der nordamerikanischen IMSA-GTP-Serie. Sein Renndebüt hatte der Wagen am 9. April 1989 beim 50-Minuten-Rennen von Silverstone der BRDC und dem 480-Rennen von Suzuka der Sportwagen-Weltmeisterschaft. Während Tim Harvey und Laurence Bristow im vom Team Instel gemeldeten Fahrgestell #005 das Rennen in Silverstone gewannen, fielen die beiden Werkswagen mit den Duos Thorkild Thyrring/Wayne Taylor und Eliseo Salazar/Ray Bellm in Suzuka aus. Am Ende des Jahres gewann das Privatteam Chamberlain Engineering den FIA Cup für Gruppe-C2-Teams und Fermín Vélez mit Teamkollegen Nick Adams den FIA Cup für Gruppe-C2-Fahrer. Diesen Erfolg wiederholte das Team 1992, wobei Ferdinand de Lesseps und Will Hoy beim 500-km-Rennen von Silverstone 1992 den dritten Gesamtrang einfuhren.
Insgesamt erreichten Fahrer mit dem Spice SE89C in den beiden Rennserien 8 Gesamt- und 10 Klassensiege.